# Henry Potez
Pour les articles homonymes, voir Potez (homonymie).
Henry Potez, né le 30 septembre 1891 à Méaulte dans la Somme et mort le 9 novembre 1981  à Paris, est l'un des principaux ingénieurs et avionneurs français de l'entre-deux-guerres.

## Biographie

### Enfance et formation
Henry Potez est le fils d'un minotier de Méaulte. Après ses études secondaires à l'école professionnelle d'Albert, il monte à Paris en 1906 pour préparer les concours aux grandes écoles à l'école Duvignau de Lanneau. En 1909, Henry Potez tente le concours de l'École centrale des arts et manufactures (parce qu'elle propose une branche aéronautique) mais sans succès. Il retente l'année suivante mais tombe malade. Pendant sa convalescence, Henry Potez met au point avec Bienvenu-Cyrille Rouzé, le chauffeur de son père, un moteur à explosion qu'ils brevètent en mai 1910.
Henry Potez entre dans la 2e promotion de l'École supérieure d'aéronautique et de construction mécanique (promotion 1911). Une fois diplômé, Henry Potez retravaille un projet étudié en école et en dépose un brevet sur l'amélioration de la construction des aéroplanes fin 1912.

### Service militaire: des rencontres fondatrices
En octobre 1912, Henry Potez part faire son service militaire. En tant qu'ingénieur aéronautique, il est affecté au 1er groupe aéronautique et devient le secrétaire du colonel Bouttieaux.
En 1913, Henry Potez est muté au laboratoire d'aéronautique militaire de Chalais-Meudon sous les ordres du commandant Dorand où il étudie entre autres les rendements des hélices aériennes et l'AR Dorand. Au cours des essais, il rencontre René Labouchère qui met au point les avions et qui deviendra par la suite chef-pilote chez Potez.
En janvier 1914, Henry Potez est affecté au 1er groupe d'aérostation où il fait la connaissance de Marcel Bloch (qui prendra par la suite le nom de Marcel Dassault) et de Louis Coroller qui l'accompagneront tout au long de sa carrière, le premier comme associé et le deuxième comme directeur technique.

### Première Guerre mondiale: la naissance d'un avionneur
Début 1915, Potez est affecté au Service des Fabrications de l'Aéronautique (SFA) sur la suggestion de Marcel Bloch. Comme ce dernier, il devient adjoint technique au commandant Étévé. Bloch & Potez travaillent alors à la standardisation de la production du Caudron G.3. En effet, ce dernier est sous-traité à Blériot/SPAD mais l'avion qui a été fourni pour établir les plans était un G.2 Bis (version civile du G.3). Potez travaille alors en contact direct avec Gaston Caudron qui valide tous les plans. Ce dernier apprécie le travail d'Henry Potez au point de le faire détacher dans ses usines.
En 1915, Marcel Bloch propose de le rejoindre pour concevoir et développer une hélice, industrialisée sous l'appellation Hélice Éclair. Potez est détaché auprès de la Société Hélice Éclair qui se hisse au 4e rang des fabricants d'hélice et qui équipe la majorité des avions alliés à partir de 1917.
En 1916, Henry Potez et Marcel Bloch souhaitent aborder la construction d'avion. Ils créent la Société d'études aéronautiques. Le SEA IV intéresse l'armée qui en commande 1 000 avions. Le premier SEA IV de série est produit le 11 novembre 1918. Seuls 150 exemplaires sont livrés, le reste de la commande est annulé. À la fin de la guerre, Marcel Bloch abandonne l'aviation ; Henry Potez lui rachète ses parts.

### Entre-deux-guerres: vers la place de premier constructeur français
En 1919, il crée avec l'aide financière de son père sa propre société. La Société des Aéroplanes Henry Potez (Société des Avions Henry Potez à partir de 1924). Initialement implantée à Aubervilliers puis à Levallois, la société s'installe en 1925 à Méaulte près d'Albert dans la Somme.
En 20 ans (entre 1920 et 1940) la société construit quarante prototypes dont la moitié (21) sont construits en série. Henry Potez devient le constructeur aux 7.000 avions (dont 4.000 Potez 25). Sur les 11 modèles militaires commandés par l'État, 8 ont été élaborés en dehors de tout programme sur fonds privés (XVI, 25, 27, 29, 33, 45, 54 et 63). Parmi les 10 civils, seul le Potez 62 était de commande ; les autres (VII, VIII, IX, 32, 36, 43, 56, 58 et 60) furent également conçus en risque privé.
Ses avions emportent des records de vitesse et d'altitude aux mains de Maryse Hilsz, Gustave Lemoine, Georges Détré. Ce dernier notamment remporte la Coupe Deutsch avec le Potez 53 conçu pour l'occasion.
Henry Potez fait alors une carrière politique locale sous l'étiquette radicale en tant que maire de Méaulte de 1928 à 1940 et conseiller général du canton d'Albert de 1930 à 1945.
En 1927, Henry Potez devient également président de la commission des constructions d'avion de la chambre syndicale des industries aéronautiques, puis en 1931 il est élu à la présidence de la chambre syndicale jusqu'en 1935. Ses fonctions l'amènent à accueillir le ministre Pierre Cot en 1933 et à développer une relation privilégiée avec lui.
Le 7 août 1936, le Front populaire nationalise l'industrie aéronautique : l'usine de Méaulte est intégrée à la Société nationale de constructions aéronautiques du Nord (SNCAN) dont l'industriel devient l'administrateur délégué ; l'usine Potez-CAMS de l'étang de Berre est intégrée à la SNCASE.
Avec les indemnités perçues au titre de la nationalisation, Bloch et Potez, aidés de leur banquier Abel-François Chirac (père de Jacques Chirac), réinvestissent leurs capitaux (à deux, ils ont reçu 61 % des indemnités versées) dans un immeuble au 46, rue Kléber dans le 16e arrondissement et dans la finance en fondant la Banque Commerciale de Paris.

### La Seconde Guerre mondiale en retrait
À l'armistice, Henry Potez s'est replié à Angoulême avec sa famille et quelques collaborateurs à quelques kilomètres de la ligne de démarcation. Il attend que le domaine du Rayol qu'il a racheté en septembre 1939 soit habitable. Quelques jours avant la fermeture de la frontière, famille et collaborateurs (dont la famille Chirac) quittent Angoulême pour la côte d'Azur.
En novembre 1940, tous les administrateurs-délégués des sociétés générales sont révoqués. En février 1941, Vichy met fin à ses fonctions de simple administrateur.
Pendant la durée de la guerre, Henry Potez continue de diriger son département Moteur de Suresnes, qui n'a pas été nationalisé. Il fait une fois par mois le voyage à Paris pour voir ses collaborateurs, installés dans de nouveaux bureaux rue Frédéric-Bastiat à Paris. Après l'occupation de la zone libre, Henry Potez est emprisonné quelques semaines par la Gestapo mais relâché pour raisons de santé (la blessure à l’œil qu'il s'est faite lors d'une partie de chasse en 1939 s'était enflammée).

### Reprise après-guerre
Après la Seconde Guerre mondiale, il ne reste du groupe que le département Moteur à Argenteuil. En 1947, Henry Potez se diversifie dans la vente de poêles au mazout avec la Société d'équipements et Matériels Auxiliaires Potez (SEMAP).
En juillet 1948, il est nommé administrateur-délégué de la SNECMA à titre provisoire pour 6 mois, renouvelé une fois. Il démissionne en raison de désaccords avec le gouvernement sur la stratégie à suivre.
En 1952, il se relance dans la conception d'un avion avec le Potez 75 (dont la commande est annulée pour cause de restrictions budgétaires) et le Potez 840 en 1955 (prototype d'avion civil court courrier à quatre turbopropulseurs).
Le rachat d'Air-Fouga lui fournit son dernier succès commercial avec le Fouga Magister.
Henry Potez a été maire d'Albert de 1947 à 1959 et conseiller général du canton d'Albert de 1949 à 1961. Il est également élu en 1959 président de l'Association des Amis du Musée de l'Air au en remplacement d'Henry Farman.

### Vie de famille
Il fut marié deux fois : en 1917 à Marcelle Jeanne Gaigneau, dont il divorça en 1940 ; puis, en 1941, à Alice Koeune avec qui il eut 3 enfants : Gérard (1929), Alain (1932) et Chantal (1934).

## Décorations
- Grand officier de la Légion d'honneur (1962)
- Médaille de l'Aéronautique (1951)
- Grand-croix de l'ordre national du mérite (1967)

## Hommages
- À Albert, le stade municipal porte son nom (il y avait fait construire une piscine découverte aujourd'hui désaffectée).
- À Méaulte (Somme), le lycée professionnel de l'usine Airbus Atlantic porte son nom[22].